# ResearchGate
ResearchGate（researchgate.net，中文：研究之門）是一个被戲稱爲「科學研究的臉書（facebook for research）」的社交网络服务网站，于2008年5月上线。创办人为Ijad Madisch博士、Soeren Hofmayer与Horst Fickenscher。申請註冊該網站需要經過嚴格的審核。至2012年2月有来自192不同国家的共计1,400,000多名科学家加入了此网站。
ResearchGate针对科学专家学者提供一个研究分享平台。研究人员可以以注册该网站而免费的分享全球各个领域尖端科学专家学者最新科研成果和学术著作，而且能够按照他们的意愿迅速扩大整个研究领域对自己的研究成果的关注。
此网站提供的应用程式包括「檔案分享」，微博通讯，科研理性论坛等，建立和加入科学小组等功能。在2010年四月ResearchGate有了两千多个科学小组。成员可以以个人中心公布个人简介或在个人博客上发表感想。有些科研组织和科术会议，例如德国马克思-普郎克研究会有慎重考虑,使用ResearchGate服务的虚拟会场来讨论专业问题或研究细节。ResearchGate的图书资料平台主要功能是为用户搜取论文的「语义检索」引擎SASE。平台索引含有八大「数据库」的登记,包括「PubMed」、Citeseer、「ArXiv」和Nasa Library。
在2009年ResearchGate开始提供「开放存取」科学论文的基础设施。藉由开放存取自存档科研人可以使用上载文件功能以便分享已经出版的论文给学术界。
截至2018年，该公司拥有超过1500万用户，其最大的用户群来自欧洲和北美。 大多数 ResearchGate 的用户都参与了医学或生物学的研究，尽管它也有工程学、计算机科学、农业科学和心理学等等。

## 功能
《纽约时报》把这个网站描述为Facebook、Twitter和LinkedIn的混合。 网站成员可以"跟踪"研究兴趣，也可跟踪其他个人成员。 它有一个博客功能，用户可以对同行评审的文章进行简短的评论。 ResearchGate 索引关于用户简介的自行发布的信息，建议成员与其他有相似兴趣的人建立联系。 当一个成员发布一个问题时，它会被放到其他在用户档案中发现他们有相关专业知识的人。 它还有私人聊天室，用户可以在这里共享数据，编辑共享文档，或者讨论机密话题。 该网站还提供了一个以研究为重点的就业委员会。
ResearchGate 以"RG 评分"的形式发布了引文影响测量。 Rg 评分不是一个引用影响度量。 据报道，RG 分数与现有的引文影响测量值相关，但也被批评为可靠性有问题和计算方法不明。 Researchgate 不收取在网站上发布内容的费用，也不要求同行审查。

## 历史
ResearchGate 于2008年由病毒学家计算机科学家Ijad Madisch博士、内科医生Sören Hofmayer和计算机科学家Horst Fickenscher创立，目前Ijad Madisch是ResearchGate公司的首席执行官。 最早于马萨诸塞州的波士顿创立，之后不久就搬到了德国柏林。
2010年，该公司的第一轮融资由风险投资公司Benchmark领头。 Benchmark合伙人马特·科尔勒加入ResearchGate并成为董事会成员，并参与了迁往柏林的决定。
据《纽约时报》报道，这个网站开始时几乎没有特色，随着时间的推移，基于科学家的投入进一步发展。 从2009年到2011年，该网站的用户数量从2.5万增加到100多万。
2012年2月，彼得·泰爾的创始人基金会领头了第二轮融资计划。2013年6月4日，该公司从包括比尔·盖茨在内的投资者那里获得了3500万美元的C轮融资安排。
Researchgate 的竞争对手包括 「Academia.edu」，Google Scholar 和 「Mendeley」。 据报道 Academia.edu 拥有更多的注册用户(大约3400万对1100万)和更高的网络流量，但是ResearchGate研究人员的活跃使用量却要大得多。 研究人员将其用户账户限制在公认的机构和公布的研究人员可以解释在主动使用方面的差异，因为在 Academia.edu 的账户中有很高比例已经失效或不活跃。 在最近的一项关于学术概况工具的调查中，调查对象中有 ResearchGate profiles 和 Google Scholar 的资料，但是使用 Google Scholar 搜索的人数几乎是使用 ResearchGate 查阅出版物的两倍。
Madisch 表示，该公司的业务战略侧重于基于用户活动分析的高度针对性广告，称"想象一下你可以点击纸上提到的显微镜购买它"，并估计在"相对较少的人数"的控制下，每年在科学上的支出为1万亿美元。
2015年11月，他们从高盛、Benchmark Capital、Wellcome Trust 和比尔·盖茨等一系列投资者那里获得了5260万美元的额外资金，但直到2017年2月才宣布。 损失从2014年的540万美元增加到2015年的620万美元，但 ResearchGate 的首席执行官表示乐观，认为他们最终会实现盈亏平衡。

## 受欢迎度
2009年《商业周刊》上的一篇文章报道称，通过将发展中国家的科学家与工业化国家的同行联系起来，在促进发展中国家的创新方面，ResearchGate是一个"潜在的强有力的联系"。 该公司表示，该网站之所以流行，主要是因为它易于使用。 它还说,"研究门"参与了科学家之间几次引人注目的跨国合作，导致了实质性的发展。
2012年发表在《国际信息与图书馆评论》上的一篇论文对160名受访者进行了一项调查，并报告说，在那些"为了学术目的"使用社交网络的受访者中，Facebook 和 ResearchGate 在德里大学最受欢迎，但"大多数受访者表示，使用 SNSs 可能是在浪费时间"。 另一家报纸报道说，只有一小部分用户(大约85000)活跃在网站的问答部分。
尽管 ResearchGate 在国际上得到应用，但到2014年为止，其吸收率不均衡，巴西拥有特别多的用户，与出版研究人员的数量相比，中国的用户很少。
在《自然》杂志2014年的一项研究中，88% 的科学家和工程师表示他们知道 ResearchGate，在"联系"的时候会使用它，但不到10% 的人说他们会用它来积极讨论研究，而不是在讨论研究时使用 Twitter。 在接受《自然》杂志调查的人中，有一半的人定期访问 ResearchGate，排在谷歌学者之后。 29% 的常客在过去的一年里注册了 ResearchGate 的个人资料，35% 的受访者是通过电子邮件被邀请的。
2016年《泰晤士报高等教育》的一篇文章称，在一项对20,670名使用学术社交网站的人进行的全球调查中，ResearchGate 是占主导地位的网络，其受欢迎程度是其他网络的两倍: 在至少发表过一篇论文的受访者中，61% 的人拥有 ResearchGate 的资料。另一项研究报告称,"似乎很少有学者会发布问题和答案"，而只把它当作"在线简历"。